# Équipe de Belgique de football au Championnat d'Europe 1972
L'équipe de Belgique de football dispute sa première phase finale de championnat d'Europe lors de l'édition 1972. Le tournoi se déroule sur son sol du 14 juin 1972 au 18 juin 1972.
La Belgique perd contre l'Allemagne de l'Ouest en demi-finale sur le score de 2-1, elle est le second pays hôte à ne pas réussir à se qualifier pour la finale du tournoi après la France en 1960. La Belgique affronte la Hongrie en petite finale et s'impose 2-1, terminant ainsi sur le podium.
À titre individuel, l'attaquant Raoul Lambert fait partie de l'équipe-type du tournoi.

## Phase qualificative
La phase préliminaire comprend huit poules. Le premier de chaque groupe se qualifie pour les quarts de finale.

### Phase préliminaire
La Belgique remporte le groupe 5.
| Rang | Équipe   | Pts | J | G | N | P | Bp | Bc | Diff |  | Résultats (▼ dom., ► ext.) |     |     |     |     |
| ---- | -------- | --- | - | - | - | - | -- | -- | ---- |  | -------------------------- | --- | --- | --- | --- |
| 1    | Belgique | 9   | 6 | 4 | 1 | 1 | 11 | 3  | +8   |  | Belgique                   |     | 3-0 | 3-0 | 2-0 |
| 2    | Portugal | 7   | 6 | 3 | 1 | 2 | 10 | 6  | +4   |  | Portugal                   | 1-1 |     | 2-0 | 5-0 |
| 3    | Écosse   | 6   | 6 | 3 | 0 | 3 | 4  | 7  | -3   |  | Écosse                     | 1-0 | 2-1 |     | 1-0 |
| 4    | Danemark | 2   | 6 | 1 | 0 | 5 | 2  | 11 | -9   |  | Danemark                   | 1-2 | 0-1 | 1-0 |     |

### Quart de finale
La Belgique élimine l'Italie, champion sortant, en quart de finale.
| Équipe 1 | Résultat | Équipe 2 | Aller | Retour |
| -------- | -------- | -------- | ----- | ------ |
| Italie   | 1 - 2    | Belgique | 0 - 0 | 1 - 2  |

## Phase finale

### Demi-finale
| Entraîneur : |
| R.Goethals \ |

| Entraîneur : |
| H.Schön      |

| Entraîneur : |
| R.Goethals \ |

| Entraîneur : |
| H.Schön      |

### Petite finale
| Entraîneur : |
| R.Goethals   |

| Entraîneur : |
| R.Illovszky  |

| Entraîneur : |
| R.Goethals   |

| Entraîneur : |
| R.Illovszky  |

## Effectif
Sélectionneur : Raymond Goethals
| No. | Pos.      | Joueur            | Date de naissance et âge | Sélec. | Club              |
| --- | --------- | ----------------- | ------------------------ | ------ | ----------------- |
|     | Gardien   | Christian Piot    | 6 octobre 1947           |        | Standard de Liège |
|     | Gardien   | Luc Sanders       | 6 octobre 1945           |        | Club Brugge       |
|     | Défenseur | Léon Dolmans      | 6 avril 1945             |        | Standard de Liège |
|     | Défenseur | Georges Heylens   | 8 août 1941              |        | RSC Anderlecht    |
|     | Défenseur | Maurice Martens   | 5 juin 1947              |        | RWD Molenbeek     |
|     | Défenseur | Jean Thissen      | 21 avril 1946            |        | Standard de Liège |
|     | Défenseur | Gilbert van Binst | 5 juillet 1951           |        | RSC Anderlecht    |
|     | Milieu    | Léon Semmeling    | 4 janvier 1940           |        | Standard de Liège |
|     | Milieu    | Johnny Thio       | 2 septembre 1944         |        | Club Brugge       |
|     | Milieu    | Erwin Vandendaele | 5 mars 1945              |        | Club Brugge       |
|     | Milieu    | Jan Verheyen      | 9 juillet 1944           |        | RSC Anderlecht    |
|     | Attaquant | Jean Dockx        | 24 mai 1941              |        | RSC Anderlecht    |
|     | Attaquant | Frans Janssens    | 25 septembre 1945        |        | Lierse            |
|     | Attaquant | Raoul Lambert     | 20 octobre 1944          |        | Club Brugge       |
|     | Attaquant | Odilon Polleunis  | 1er mai 1943             |        | K Saint-Trond VV  |
|     | Attaquant | Jacques Teugels   | 3 août 1946              |        | RWD Molenbeek     |
|     | Attaquant | Paul van Himst    | 2 octobre 1943           |        | RSC Anderlecht    |

## Navigation